# Блінов Микита Павлович
Микита Павлович Блінов (3 квітня 1914 — 2 квітня 1942) — радянський офіцер, учасник Великої Вітчизняної війни, майстер танкового бою, Герой Радянського Союзу.

## Життєпис
Народився 3 квітня 1914 року на хуторі Стара Станиця Області Війська Донського (нині Кам'янського району Ростовської області) в російській селянській родині. Його батько загинув під час Громадянської війни.
Закінчив Ленінградський навчально-тракторний комбінат. Працював механіком Глубокинського зернорадгоспу Кам'янського району Ростовської області.
Покликаний у РККА в 1936 році. У 1939 році закінчив Саратовське танкове училище. Член ВКП(б) з 1939 року. Учасник радянсько-фінської війни 1939-1940 років.
На фронті Великої Вітчизняної війни з перших днів. Командир роти 1-го окремого танкового батальйону 6-ї гвардійської танкової бригади (38-а армія, Південно-Західний фронт) гвардії старший лейтенант Микита Блінов в період боїв з 31 березня до 1 квітня 1942 року серед перших увірвався в село Байрак Вовчанського району Харківської області. Був поранений, але продовжував керувати боєм, замінивши вибулого з ладу командира танкового батальйону.
Екіпаж танка Микити Блінова знищив 8 гармат, кілька мінометних батарей та кулеметних точок, 6 танків і самохідних артилерійських установок противника.
2 квітня 1942 року в одному з боїв танк Блінова був підбитий. Німці оточили та закидали його гранатами. Танкісти продовжували вести вогонь з палаючого танка, доки не полягли смертю хоробрих. Микита Павлович Блінов загинув.
В результаті самовідданого вчинку Блінова інші танкові екіпажі зломили опір противника, який був змушений відступити, кинувши три важких танки та інше озброєння. Після того як в населений пункт Байрак увійшли радянські війська, навколо танка Микити Блінова було виявлено до 60 загиблих німецьких солдатів і офіцерів.
Похований у братській могилі в селищі міського типу Білий Колодязь Вовчанського району Харківської області України.

### Родина
- Дружина — Ольга Казимирівна Блінова, проживала у селі Катирне Єрмаківського району Красноярського краю[4].
- Син — Іван Микитович Блінов.

## Нагороди
- Медаль «Золота Зірка» Героя Радянського Союзу (5 листопада 1942 р., посмертно)[5].
- Орден Леніна (5 листопада 1942 р., посмертно).

## Пам'ять
- На хуторі Стара Станиця ім'ям Микити Блінова названі вулиця і середня школа. Піонерська дружина школи також мала ім'я Героя.
- У Парку Перемоги Каменськ-Шахтинського Герою встановлена меморіальна дошка.
- У селищі Лух Івановської області встановлено бюст і меморіальна дошка, ім'я Блінова носить одна з вулиць.
- Меморіальна дошка в пам'ять про Блінова встановлена Російським військово-історичним товариством на будівлі Старостанинської середньої школи Кам'янського району, де він навчався.
- Меморіальна дошка на братській могилі у селищі Білий Колодязь, де похований Блінов.